# Phùng Hưng (xã)
Phùng Hưng là một xã thuộc huyện Khoái Châu, tỉnh Hưng Yên, Việt Nam.

## Địa lý
Xã Phùng Hưng nằm ở phía nam huyện Khoái Châu, cách trung tâm huyện 3 km, có vị trí địa lý:
- Phía đông giáp xã Dân Tiến và xã Việt Hòa
- Phía tây giáp xã Bình Kiều và xã Liên Khê
- Phía nam giáp xã Chí Tân và xã Đại Hưng
- Phía bắc giáp thị trấn Khoái Châu.

Xã Phùng Hưng có diện tích 9,28 km², dân số năm 2019 là 10.873 người, mật độ dân số đạt 1.171 người/km².

## Hành chính
Xã Phùng Hưng được chia thành 4 thôn: Tiểu Quan, Kim Quan, Ngọc Nha Thượng, Ngọc Nha Hạ.

## Lịch sử
Trước đây, Phùng Hưng là một xã thuộc huyện Châu Giang cũ.
Ngày 24 tháng 7 năm 1999, Chính phủ ban hành Nghị định số 60/1999/NĐ-CP về việc chuyển xã Phùng Hưng thuộc huyện Châu Giang cũ chuyển về huyện Khoái Châu mới tái lập quản lý.